# 港口街镇
港口街镇，是中华人民共和国江西省九江市柴桑区下辖的一个乡镇级行政单位。

## 行政区划
港口街镇下辖以下地区：
集镇社区、洗心桥村、富塘村、丁家山村、生机林村、茶岭村、刘仓村、花园村、港口村、白华寺村、王家堡村、市丁家山铜矿社区和省棉科所社区。